# 宁波都市圈城际铁路
宁波都市圈城际铁路是联络宁波市市域范围内各地区的快速区域轨道交通。宁波都市圈城际铁路规划5条线路，其中近期规划3条，分别是奉化线、慈溪线和甬余线。远期规划2条，分别是宁海线和象山线。在近期规划的线路中，甬余线利用了既有的萧甬铁路，由中国铁路上海局集团运营，已于2017年6月10日开通。奉化线和慈溪线则由宁波市轨道交通集团有限公司运营。奉化线于2015年开工建设，于2019年9月28日通车试运营。

## 运营线路

### 余姚线
宁波至余慈城际铁路（S1线）全长91.4公里，全线设置了14个车站，平均站间距是7公里，蜀山到杭州湾站新建线路的平均站间距是5.3公里。线路从已有的宁波东站出发，利用既有的萧甬线到余姚站，2019年7月又利用既有的萧甬线到了上虞站绍兴站以及钱清站未来或将通到杭州。与此同时，宁波也规划了从余姚站新建线路经凤山站、余姚北站、横河站、客运南站、客运中心站、胜山站、兴慈站，终于杭州湾站，其中客运中心站与S2线换乘。宁波至余姚段的一期服务已于2017年6月10日开通

### 奉化线
宁波至奉化城际铁路（S3线，目前与3号线贯通运营）全长23.9公里，一共设计了10个车站，平均站间距是2.6公里，对接市区地铁3号线，远期考虑延伸到宁海县。线路从陈婆渡站引出，经姜山站、明州工业园站、甬江站、鄞州工业园站、方桥站、蒋家站、金钟站、奉化站、金海站，终于奉化火车站；其中奉化火车站远期引出奉化至宁海城际。奉化线先行段于2015年12月30日开工，于2019年9月28日试运营。

## 建设线路

### 象山线
宁波至象山市域铁路（S4线，目前线网编号12号线）全长80.5公里，其中梅山支线长21.3公里，共设13站。线路自地铁钱湖大道站起，经横溪、塘溪，跨过象山港进入象山城区。梅山支线自咸祥出岔，经过瞻岐、春晓抵达昆亭。线路远期规划从象山城区延伸到石浦。2022年1月，宁波市域铁路象山线先行节点工程正式开工建设。

### 慈溪线
宁波至慈溪市域铁路（S2线，目前线网编号10号线）全长42.9公里，设计了8个车站，平均站间距6公里左右。线路从骆驼站引出，经龙山站、掌起站、观海卫站、逍林站，终于客运中心站；其中客运中心站与S1线换乘。2022年4月，宁波至慈溪市域（郊）铁路土建工程新城大道站施工招标文件预公示文件发布。

## 规划线路

### 余慈线
宁波至余姚市域铁路（市域快轨11号线）由余姚市列入综合交通立体网，计划于2024年前完成设计。余姚段线路计划从余姚站向南敷设至南环东路，此后继续向东敷设至余姚、江北边界。